# Костанян Айказ Аркадійович
Айказ (Гаказ, Гайказ) Аршакович (Аркадійович) Костанян (1897 , Тифліс  — 21 квітня 1938 , Москва ) — вірменський радянський політичний діяч, перший секретар ЦК КП Вірменської РСР. Член Центральної контрольної комісії ВКП(б) у липні 1930 — січні 1934 р.

## Біографія
У 1916 році закінчив школу у Тіфлісі 1916. У 1916—1917 роках — учень семінарії Геворгян в Ечміадзіні.
Член РСДРП(б) з вересня 1916 року. У 1917 році — більшовицький агітатор у Балаханах біля Баку.
У 1917—1918 роках навчався на медичному факультеті Саратовського університету. З 1918 року — секретар Бюро Вірменської комуністичної секції при Саратовському комітеті РКП(б). До 1919 року — секретар Саратовського відділу у справах національностей, заступник завідувача Саратовського відділу народної освіти.
1920 року був обраний членом Вірменського комітету РКП(б) та головою закордонного бюро Вірменкому. У 1920 році був заарештований у Тифлісі, але втік із ув'язнення до міста Баку. Після окупації радянськими військами Вірменії у 1920—1921 роках займав посаду народного комісара праці й соціального забезпечення, пізніше — наркома внутрішніх справ.
У жовтні 1922 — 30 листопада 1925 р. — секретар ЦК КП(б) Грузії. У 1925—1928 роках завідував організаційним відділом у Профінтерні в Москві. У 1926—1928 роках був слухачем історичного відділення Інституту червоної професури.
5 квітня 1928 року на пленумі ЦК КП(б) Вірменії Айказ Костанян був обраний першим секретарем. 5 квітня 1928 — 7 травня 1930 р. — перший секретар ЦК КП(б) Вірменії.
З травня до грудня 1930 року обіймав посаду відповідального секретаря Кримського обласного комітету ВКП(б). В 1931—1934 роках — відповідальний секретар Профінтерну. З серпня 1934 до 9 липня 1937 року — начальник політичного відділу Московсько-Курської залізниці імені Дзержинського.
10 липня 1937 року був заарештований органами НКВС, репресований, розстріляний, реабілітований посмертно.

## Нагороди
- орден Леніна (4.04.1936)